# Выборы в США (2020)
Выборы 2020 года в США прошли во вторник, 3 ноября. 45 президент США, республиканец Дональд Трамп, имел право на переизбрание. Кроме того, все 435 мест в Палате представителей Соединённых Штатов и 35 мест из ста в Сенате Соединённых Штатов были оспорены (из них 2 места в Сенате по причине смерти сенаторов).

## Федеральные выборы

### Президентские выборы
Президентские выборы 2020 года в США являются пятьдесят девятыми выборами, проходящими раз в четыре года. Голосование основано на информации переписи населения 2010 года. Будут избраны выборщики, которые проголосуют за президента и вице-президента Соединённых Штатов; для победы на выборах необходимо набрать простое большинство (270) из 538 голосов выборщиков. Дональд Трамп баллотируется на второй срок.

### Выборы в Конгресс

#### Выборы в сенат
Все места в Сенате II класса представлены на выборах. Кроме того, также проводятся дополнительные выборы двух сенаторов третьего класса.

#### Выборы в палату представителей
Все 435 мест в Палате представителей Соединённых Штатов будут представлены для голосования. Срок полномочий палаты представителей, избранных на выборах 3 ноября 2020 года начнется 3 января 2021 года и окончится 3 ноября 2023 года. Также в течение года с января по декабрь, проходят довыборы в конгресс депутатов срок полномочий, которых оканчивается в январе 2021 года. Депутаты приступают к голосованию в конгрессе через два дня после выборов. Кроме того, проведены выборы делегатов для Округа Колумбия, также как и делегатов от других территорий США. Включая комиссар-резидента Пуэрто-Рико, который находится на службе 4 года.

## Выборы в штатах
В 2020 году будет проведена перепись населения, после чего Палата представителей США и законодательные органы штатов претерпят изменения границ округов, а государственные делегации Палаты представителей Соединённых Штатов подвергнутся перераспределению.
В штатах без распределительной комиссии, законодатели и губернаторы, выбранные в 2020 году, привлекут новые конгрессионные и государственные районы, которые вступят в силу в 2022 году. Если одна из партий хорошо пройдёт выборы 2020 года, она будет иметь значительные преимущества в выборе своих кандидатов в законодательное собрание штатов и в Палату представителей Соединённых Штатов до следующего круга изменения границ округов в 2030 году.

### Губернаторские выборы
Выборы губернаторов будут проведены в 11 из 50 штатов и в двух территориях США. Специальные выборы могут быть проведены на свободные места в других штатах и территориях, если это требуется в конституциях штатов/территорий.

### Выборы в законодательные органы
Большинство штатов будут проводить выборы в законодательные органы в 2020 году. Луизиана, Мэриленд, Миссисипи, Нью-Джерси и Вирджиния не будут проводить выборы в законодательные органы. Мичиган проведёт выборы только в нижнюю палату. Северная Дакота проведёт выборы только в верхнюю палату. В штатах, использующих сроки в шахматном порядке, некоторые сенаторы не будут на выборах.